# Elecciones legislativas de Mayotte de 2008
Elecciones legislativas tuvieron lugar en Mayotte entre el 9 y 16 de marzo de 2004 de 2008, junto con las elecciones municipales francesas.

## Resultados
| Unión por un Movimiento Popular (Union pour un Mouvement Populaire)    | 8  |
| Divers gauche                                                          | 4  |
| Independientes                                                         | 4  |
| Movimiento Republicano y Ciudadano (Mouvement Républicain et Citoyen)  | 1  |
| Movimiento Demócrata (Mouvement démocrate)                             | 1  |
| Divers gauche                                                          | 1  |
| Total                                                                  | 19 |
| Fuente: LeMonde.fr Archivado el 3 de marzo de 2008 en Wayback Machine. |    |